# Costituzione del Pakistan
La Costituzione del Pakistan (in urdu آئین پاکستان‎?) è la legge fondamentale che regola la vita politica e le istituzioni della Repubblica islamica del Pakistan.
Il testo attualmente in vigore, promulgato nel 1973, prevedeva originariamente un ordinamento parlamentare per lo Stato, con il potere esecutivo riservato a un primo ministro, figura distinta da quella di presidente. Fu l'8º emendamento, nel 1988, a trasformare il Pakistan in una repubblica presidenziale, trasferendo nelle mani del presidente i poteri del primo ministro.